# Прковичі
Прковичі (хорв. Prkovići) — населений пункт у Хорватії, в Істрійській жупанії у складі громади Вишнян.

## Населення
Населення за даними перепису 2011 року становило 0 осіб.